# Sandro Salvioni
Sandro Salvioni, all'anagrafe Valter Alessandro Salvioni (Gorlago, 8 ottobre 1953), è un allenatore di calcio ed ex calciatore italiano di ruolo centrocampista.

## Carriera

### Giocatore
Inizia la carriera da calciatore tra i dilettanti, nel Leffe, nella stagione 1972-1973. Dal 1973 al 1975 gioca nel Seregno in Serie C prima di esordire in Serie B con il Novara nella stagione 1975-76.
La stagione successiva, nella sessione autunnale del calciomercato, passa dal Novara al Foggia. Con la maglia dei rossoneri allenati da Ettore Puricelli, il centrocampista esordisce nella massima serie il 31 ottobre 1976 in Bologna-Foggia (0-0). Resta a Foggia anche la stagione successiva (per un totale di 28 presenze in due stagioni in massima serie) e veste ancora la casacca rossonera nella stagione 1978-79 in Serie B dove scende in campo 35 volte segnando quattro gol.
Nel 1979-80 passa al Brescia, sempre in B, e con i lombardi conquista subito la promozione in Serie A restando con le rondinelle anche in Serie C1.
Nella stagione 1984-85 passa al Derthona in C2, nel 1985-86 al Parma in C1, con cui conquista la promozione in B nel 1986-87 scende nuovamente in C2 per vestore la maglia del Varese. Dal 1987-88 torna in B alla Sambenedettese e ci resta anche la stagione successiva, sempre tra i cadetti.
In carriera ha totalizzato complessivamente 56 presenze in Serie A, andando a segno in un'occasione (nella vittoria esterna del Brescia contro il Bologna della stagione 1980-81), e 148 presenze e 11 reti in Serie B.

### Allenatore
Dopo aver allenato per alcuni anni i ragazzini di una scuola calcio del comune di Trescore Balneario, inizia la carriera da allenatore nel 1989 a Seregno, in Serie D (2 stagioni), poi Crema (1991-1992).
Nel 1993 passa ai professionisti nella Vastese in Serie C2 e la stagione si conclude al 16º posto retrocedendo in Serie D.
Dal 1994 al 2000 allena la formazione primavera del Parma prima della chiamata di Franco Sensi per allenare il Nizza, squadra di Ligue 2, appena acquistato. La prima stagione si conclude con il 15º posto e nella seconda l'allenatore porta la squadra al 3º posto conquistando la promozione in Ligue 1.
A fine stagione Sensdi cede il controllo del club  e non gli viene riconfermato il contratto.
La stagione successiva, nel febbraio 2003 torna in Italia per allenare il Cosenza in Serie B ma  già in aprile viene esonerato e sostituito. Nell'estate 2003 allena in Serie B il Verona ma viene nuovamente esonerato a dicembre, con la squadra terz'ultima in classifica (18 punti in 20 partite) e che non vinceva da dieci giornate. Dopo anni d'inattività, alternati periodi con il Lumezzane (subentrato e retrocesso ai play-out di Serie C1) e Uso Calcio, nel maggio 2009 viene chiamato a sostituire Francesco Monaco sulla panchina dell'Ancona, riuscendo nell'intento di salvare la squadra dorica, come pure nel campionato 2009-2010.
Dopo il fallimento dell'Ancona rimane senza squadra. Nel dicembre 2010 viene ingaggiato dalla Triestina in sostituzione dell'esonerato Iaconi. A fine stagione non centra la salvezza con la squadra alabardata che retrocede in Lega Pro. La squadra in campionato risulterà con il minor numero di reti fatte (34).
Nel gennaio 2012 diviene il nuovo allenatore dell'AlbinoLeffe, in seguito all'esonero di Daniele Fortunato. Col suo avvento in panchina la situazione, invece di migliorare, peggiora decisamente: nelle dieci giornate della sua gestione l'Albinoleffe raccoglie solo due punti. In seguito a sei sconfitte consecutive, che portano la squadra ad essere sette punti indietro dallo spareggio per evitare la discesa in Lega Pro, viene sollevato dalla guida della squadra il 7 aprile dello stesso anno e sostituito da Alessio Pala.
Nel giugno 2013 il Lugano comunica di aver affidato la responsabilità tecnica della prima squadra per la stagione 2013-2014 a Sandro Salvioni. Si dimette il 29 settembre a seguito di 4 sconfitte consecutive in campionato.
Nel gennaio 2016 diventa l'allenatore del Monza, in sostituzione di Alessio Delpiano. L'8 marzo 2016 rassegna le dimissioni, venendo sostituito dallo stesso Delpiano.

### Statistiche da allenatore
Statistiche aggiornate al 18 febbraio 2024. In grassetto le competizioni vinte.
| Stagione        | Squadra            | Campionato      | Campionato | Campionato | Campionato | Campionato | Coppe nazionali | Coppe nazionali | Coppe nazionali | Coppe nazionali | Coppe nazionali | Coppe continentali | Coppe continentali | Coppe continentali | Coppe continentali | Coppe continentali | Altre coppe | Altre coppe | Altre coppe | Altre coppe | Altre coppe | Totale | Totale | Totale | Totale | % Vittorie | Piazzamento      |
| Stagione        | Squadra            | Comp            | G          | V          | N          | P          | Comp            | G               | V               | N               | P               | Comp               | G                  | V                  | N                  | P                  | Comp        | G           | V           | N           | P           | G      | V      | N      | P      | %          | Piazzamento      |
| --------------- | ------------------ | --------------- | ---------- | ---------- | ---------- | ---------- | --------------- | --------------- | --------------- | --------------- | --------------- | ------------------ | ------------------ | ------------------ | ------------------ | ------------------ | ----------- | ----------- | ----------- | ----------- | ----------- | ------ | ------ | ------ | ------ | ---------- | ---------------- |
| 1989-1990       | Seregno            | Int.            | 34         | 9          | 10         | 15         | CI-D            | ?               | ?               | ?               | ?               | -                  | -                  | -                  | -                  | -                  | -           | -           | -           | -           | -           | 34     | 9      | 10     | 15     | 26,47      | 14º              |
| 1990-1991       | Seregno            | Int.            | 34         | 11         | 13         | 10         | CI-D            | ?               | ?               | ?               | ?               | -                  | -                  | -                  | -                  | -                  | -           | -           | -           | -           | -           | 34     | 11     | 13     | 10     | 32,35      | 9º               |
| Totale Seregno  | Totale Seregno     | Totale Seregno  | 68         | 20         | 23         | 25         |                 |                 |                 |                 |                 |                    |                    |                    |                    |                    |             |             |             |             |             | 68     | 20     | 23     | 25     | 29,41      |                  |
| 1991-1992       | Crema              | Int.            | 34         | 4          | 17         | 13         | CI-D            | ?               | ?               | ?               | ?               | -                  | -                  | -                  | -                  | -                  | -           | -           | -           | -           | -           | 34     | 4      | 17     | 13     | 11,76      | 15º (retr.)      |
| 1993-1994       | Pro Vasto          | C2              | 34         | 7          | 13         | 14         | CI-C            | 4               | 0               | 4               | 0               | -                  | -                  | -                  | -                  | -                  | -           | -           | -           | -           | -           | 38     | 7      | 17     | 14     | 18,42      | 16º (retr.)      |
| 2000-2001       | Nizza              | D2              | 38         | 13         | 6          | 19         | CF+CdL          | 1+1             | 0+0             | 0+0             | 1+1             | -                  | -                  | -                  | -                  | -                  | -           | -           | -           | -           | -           | 40     | 13     | 6      | 21     | 32,50      | 15°              |
| 2001-2002       | Nizza              | D2              | 38         | 20         | 6          | 12         | CF+CdL          | 2+1             | 1+0             | 1+0             | 0+1             | -                  | -                  | -                  | -                  | -                  | -           | -           | -           | -           | -           | 41     | 21     | 7      | 13     | 51,22      | 3º (prom.)       |
| Totale Nizza    | Totale Nizza       | Totale Nizza    | 76         | 33         | 12         | 31         |                 | 5               | 1               | 1               | 3               |                    | -                  | -                  | -                  | -                  |             | -           | -           | -           | -           | 81     | 34     | 13     | 34     | 41,98      |                  |
| feb.-apr. 2003  | Cosenza            | B               | 7          | 2          | 0          | 5          | CI              | 0               | 0               | 0               | 0               | -                  | -                  | -                  | -                  | -                  | -           | -           | -           | -           | -           | 7      | 2      | 0      | 5      | 28,57      | Sub. eson.       |
| ago.-dic. 2003  | Verona             | B               | 20         | 3          | 9          | 8          | CI              | 3               | 1               | 0               | 2               | -                  | -                  | -                  | -                  | -                  | -           | -           | -           | -           | -           | 23     | 4      | 9      | 10     | 17,39      | 'Eson.           |
| mar.-giu. 2006  | Lumezzane          | C1              | 8+2        | 4+1        | 0          | 4+1        | CI+CI-C         | 0               | 0               | 0               | 0               | -                  | -                  | -                  | -                  | -                  | -           | -           | -           | -           | -           | 10     | 5      | 0      | 5      | 50,00      | Sub. 16º (retr.) |
| ago.-ott. 2007  | Calcio Caravaggese | C2              | 9          | 1          | 3          | 5          | CI-C            | 4               | 1               | 1               | 2               | -                  | -                  | -                  | -                  | -                  | -           | -           | -           | -           | -           | 13     | 2      | 4      | 7      | 15,38      | Eson.            |
| mag.-giu. 2009  | Ancona             | B               | 4+2        | 2+1        | 1+1        | 1+0        | CI              | 0               | 0               | 0               | 0               | -                  | -                  | -                  | -                  | -                  | -           | -           | -           | -           | -           | 23     | 4      | 9      | 10     | 17,39      | Sub. 19º         |
| 2009-2010       | Ancona             | B               | 42         | 15         | 9          | 18         | CI              | 2               | 1               | 0               | 1               | -                  | -                  | -                  | -                  | -                  | -           | -           | -           | -           | -           | 44     | 16     | 9      | 19     | 36,36      | 17º              |
| Totale Ancona   | Totale Ancona      | Totale Ancona   | 48         | 18         | 11         | 19         |                 | 2               | 1               | 0               | 1               |                    | -                  | -                  | -                  | -                  |             | -           | -           | -           | -           | 50     | 19     | 11     | 20     | 38,00      |                  |
| gen.-mag. 2011  | Triestina          | B               | 22         | 5          | 8          | 9          | CI              | 0               | 0               | 0               | 0               | -                  | -                  | -                  | -                  | -                  | -           | -           | -           | -           | -           | 22     | 5      | 8      | 9      | 22,73      | Sub. 20º (retr.) |
| feb.-apr.2012   | Pescara            | B               | 10         | 0          | 2          | 8          | CI              | 0               | 0               | 0               | 0               | -                  | -                  | -                  | -                  | -                  | -           | -           | -           | -           | -           | 10     | 0      | 2      | 8      | &0,00      | Sub. eson.       |
| lug.-set. 2013  | Lugano             | CL              | 8          | 2          | 3          | 3          | CS              | 2               | 1               | 0               | 1               | -                  | -                  | -                  | -                  | -                  | -           | -           | -           | -           | -           | 10     | 3      | 3      | 4      | 30,00      | Dimis.           |
| gen.-mar. 2016  | Monza              | D               | 11         | 2          | 5          | 4          | CI-D            | 0               | 0               | 0               | 0               | -                  | -                  | -                  | -                  | -                  | -           | -           | -           | -           | -           | 11     | 2      | 5      | 4      | 18,18      | Sub. dimis.      |
| Totale carriera | Totale carriera    | Totale carriera | 357        | 102        | 106        | 149        |                 | 20              | 5               | 6               | 9               |                    |                    |                    |                    |                    |             |             |             |             |             | 377    | 107    | 112    | 158    | 28,38      |                  |